# Encarsia tristis
Encarsia tristis är en stekelart som först beskrevs av Leo Zehntner 1896.  Encarsia tristis ingår i släktet Encarsia och familjen växtlussteklar. Inga underarter finns listade i Catalogue of Life.